# Diabaté Bêh
Diabaté Bêh  est un homme politique de Côte d'Ivoire. Signataire de la charte du C.N.R.D, il est le président du  mouvement Grand Nord pour Laurent Gbagbo. Il est également membre du secrétariat général du Front populaire ivoirien, membre du conseil économique et social, et conseiller municipal de la commune de Kouto depuis 2000. 

## Biographie
Président fondateur de la Voix du Nord, il a été à plusieurs reprises agressé par des partisans du RDR d'Alassane Ouattara et de la rébellion du Nord de la Côte d'Ivoire. Il a fait partie de la première délégation gouvernementale à Lomé, chargée de négocier avec la rébellion en octobre 2002 (chef de la délégation du président du conseil économique et social Laurent Dona Fologo).